# Passiflora tenuiloba
Passiflora tenuiloba är en passionsblomsväxtart som beskrevs av Georg George Engelmann och Asa Gray. Passiflora tenuiloba ingår i släktet passionsblommor, och familjen passionsblomsväxter. Inga underarter finns listade i Catalogue of Life.